# Ямал (телерадиокомпания)
Государственная телевизионная и радиовещательная компания «Ямал» — филиал ФГУП «Всероссийская государственная телевизионная и радиовещательная компания» в Ямало-Ненецком автономном округе.

## История
Предшественником современных электронных СМИ автономного округа было радио. Оно имеет давнюю и славную историю. В 1921 году заработала радиостанция в Обдорске (Салехарде). В феврале 1950 года в Салехарде была образована городская редакция радиовещания.
В марте 1964 года в Салехарде была образована окружная редакция радиовещания, в начале 1990-х годов на её базе была создана Государственная телевизионная и радиовещательная компания «Ямал», с 1993 года ведёт телевизионные передачи, в 1999 году получила статус федерального государственного унитарного предприятия, 1 сентября 2006 года ликвидировано, а на его базе был создан одноимённый филиал ФГУП «Всероссийская государственная телевизионная и радиовещательная компания».

## Вещание
Свою деятельность в компания осуществляет на телеканалах «Россия-1», «Россия-К», «Россия-24» и государственном радиоканале «Радио  России». Программная политика ГТРК «Ямал» ориентирована на информационное вещание: ежедневные новости России, Ямала, Арктики, репортажи и программы о жизни и традициях народов Севера. Получила развитие телевизионная документалистика.
Регион вещания ГТРК «Ямал» — Ямало-Ненецкий  автономный  округ.

## Теле- и радиоканалы ГТРК «Ямал»
- «Россия-1 Ямал»
- «Россия-К Ямал»
- «Россия-24 Ямал»
- «Радио России Ямал»

## Программы
- «Вести. Ямал»
- «Вести. Ямал. События недели»
- «Новости культуры. Ямал»
- «Вести Арктики»